# 施塔梅克河
51°15′45.26″N 8°31′23.94″E / 51.2625722°N 8.5233167°E
施塔梅克河（德語：Stammecke），是德國的河流，位於該國西部，處於北萊茵-威斯特法倫州，屬於魯爾河的左支流，河道全長1.6公里，流域面積1.8平方公里。